# Gheo Shih
Gheo Shih es el nombre con que se conoce uno de los asentamientos humanos más antiguos de México. Se localiza en el extremo oriental del valle de Tlacolula, uno de los Valles Centrales de Oaxaca. La importancia arqueológica de Gheo Shih radica en que, a diferencia de otros yacimientos arqueológicos de la Etapa Lítica —como la Cueva de Coxcatlán o el mismo Guilá Naquitz, también localizada en el valle de Tlacolula— se trata de un campamento estacional al aire libre. 

## Descripción
El yacimiento arqueológico de Gheo Shih ocupa una superficie de 1,5 ha. Se localiza muy cerca de la ribera del río Mitla, que pertenece a la cuenca del Atoyac. De acuerdo con los reportes correspondientes a las investigaciones realizadas por Kent Flannery y su equipo en la zona, se sabe que la superficie visible estaba llena de fragmentos de metates y metlapiles —instrumentos que indican que los pobladores del lugar procesaban alimentos mediante el empleo de tecnología lítica—. Uno de los rasgos más señalados de este campamento estacional es que poseía un espacio delimitado por dos hileras de piedras, que fue descubierto en los estratos inferiores del suelo. Este espacio ha sido calificado por Flannery y Marcus como el más antiguo de los espacios rituales del México precolombino. El fechamiento por carbono 14 para Gheo Shih lo ubica como un sitio contemporáneo a Guilá Naquitz, alrededor del año 6670 a. C.